# Sollwitt
Sollwitt (dänisch Solved, nordfriesisch: Salwit) ist eine Gemeinde im Kreis Nordfriesland in Schleswig-Holstein.

## Geografie

### Geografische Lage
Das Gemeindegebiet von Sollwitt erstreckt sich im Naturraum Bredstedt-Husumer Geest nordöstlich des Ländlichen Zentralorts Viöl. An der östlichen Gemeindegrenze zu Süderhackstedt entspringt die Arlau beim sogenannten Herrenmoor. Die Wasser der Jörlau fließen zwischen dem Hauptort und dem Dorf Pobüll ostwärts zur Jerrisbek. Entlang des Bachlaufs erstrecken sich das Pobüller Moor und das Nordermoor.

### Gemeindegliederung
Neben dem Dorf gleichen Namens befindet sich ebenfalls die Dorflage von Pobüll (dänisch Pobøl oder dänisch Påbøl, nordfriesisch Puubel, sønderjysk: Påfel oder Påvel) im Gemeindegebiet.

### Nachbargemeinden
Unmittelbar angrenzende Gemeindegebiete von Sollwitt sind:
|                                          | Jörl (Kreis Schleswig-Flensburg)            |                                            |
| Löwenstedt, Haselund, Viöl (auf ca. 60m) | Kompassrose, die auf Nachbargemeinden zeigt | Süderhackstedt (Kreis Schleswig-Flensburg) |
|                                          | Behrendorf                                  |                                            |

### Geologie
Das Gemeindegebiet befindet sich im Bereich der Bredstedt-Husumer Geest, einem Altmoränenbereich aus der Zeit des Saale-Komplexes. Das Relief weist im Bereich entlang des östlichen Verlaufs der Landesstraße im Gemeindegebiet eine Gletscherrandlage aus dieser Zeit aus.

## Geschichte
Der Ortsname geht auf den dänischen Begriff für Wald (adän. with, ndän. ved, übertragen ins Niederdt. -witt) und den Begriff *Sol in der Bedeutung sumpfige Stelle, Sumpf zurück. Letzterer Namensbestandteil tritt eventuell als Name eines Landstriches auf, da auch Sollbrück und Sollerup nicht weit auseinanderliegen. Vermutet wird auch *Sola als alter Name für die Treene.
Am 1. April 1934 wurde die Kirchspielslandgemeinde Viöl aufgelöst. Etliche ihrer Dorfschaften, Dorfgemeinden und Bauerschaften wurden zu selbständigen Gemeinden/Landgemeinden, so auch Sollwitt. Am 1. Dezember 1934 wurde Sollwitt mit der Nachbargemeinde Pobüll zu einer neuen Gemeinde Sollwitt zusammengeschlossen.

## Politik

### Gemeindevertretung
Bei der im Zuge der Kommunalwahlen in Schleswig-Holstein 2023 am 14. Mai 2023 abgehaltene Gemeindewahl in Sollwitt wurden ausschließlich Kandidaten der örtlichen Wählergemeinschaft Sollwitt-Pobüll (WG S-P) bei einer Wahlbeteiligung von 61,2 Prozent in den Gemeinderat gewählt.

### Bürgermeister
Für die Wahlperiode 2013–2018 wurde Thomas Hansen (WG S-P) erneut zum Bürgermeister gewählt.

### Wappen
Blasonierung: „Von Silber und Gold durch einen schräglinken breiten blauen Wellenbalken, dieser belegt mit einem goldenen Wellenbalken, geteilt. Oben ein grüner Laubbaum, unten ein stielloses schwarzes Steinbeil.“

## Wirtschaft und Infrastruktur

### Allgemeine Wirtschaftsstruktur
Die Gemeinde ist überwiegend von der landwirtschaftlichen Urproduktion geprägt. Die Milchwirtschaft ist hierbei von besonderer Bedeutung. Der Windpark Sollwitt mit sechs Windkraftanlagen verbreitert heute die ökonomische Basis. Er ist ein Bürgerwindpark.

### Verkehr
Das Gemeindegebiet ist über die Landesstraße L 190 mit dem überörtlichen Straßennetz verbunden. Sie zweigt in der Dorflage Viöl von der Landesstraße L 28 östlich der Bundesstraße 200 in nördlicher Richtung ab und führt zur Landesstraße L 29 in Sollerup. Unmittelbar vor Einfahrt ins Dorf schwenkt die Straße nach Osten ab.
Im Öffentlichen Personennahverkehr ist die Gemeinde in den erstmals zum 1. August 2019 eingerichteten Rufbusbereich Viöl einbezogen. Es verkehrt ein Rufbus, ausgehend vom zentralen Umstiegspunkt Viöl ZOB, auf Anforderung grob im Zweistundentakt durch die Nachbarorte, so auch durch Sollwitt. Die Umstiegshaltestelle wird im Linienbusverkehr von der Regionalbuslinie R14 auf der Fahrt von Husum nach Flensburg bedient. Der nächste Bahnanschluss besteht beim Bahnhof Husum an der Marschbahn. Alle Verkehrssysteme sind Bestandteil vom Nahverkehrsverbund Schleswig-Holstein. In Husum besteht darüber hinaus auch Anschluss an den Schienenpersonenfernverkehr.